# Manhattantown
 (décembre 2024).
Si vous disposez d'ouvrages ou d'articles de référence ou si vous connaissez des sites web de qualité traitant du thème abordé ici, merci de compléter l'article en donnant les références utiles à sa vérifiabilité et en les liant à la section « Notes et références ».
Manhattantown, aussi connu sous les noms de Park West Village ou West Park Apartments, est un grand projet de renouvellement urbain à New York portant sur un quartier situé à l'ouest de Central Park, sur l'île de Manhattan. Il fut lancé dans le cadre du Housing Act de 1949 et fut entaché par des soupçons de corruption. L'objectif du projet était de démolir un quartier de taudis pour en faire des immeubles.